# Комеди Клуб София
„Комеди Клуб София“ (The Comedy Club Sofia) е забавен клуб в София и Пловдив, където участия имат най-популярните имена в стендъп комедията в България.
Основан е през 2015 година от стендъп комедианта Иван Кирков. Има 2 сцени в София и сцена в Пловдив към 2020 година.

## История
Клубът отваря врати на 7 декември 2015 г. Името на Клуба символизира, че това е първата и единствена тогава сцена, изцяло посветена на стендъп комедията и развитието на жанра в България.
Комеди Клуб София е проект на Comedy.bg и продуцентът Иван Кирков. Той е първото и за сега единствно заведение в София изцяло за стендъп комедия. Първата сцена се намира в центъра на София на ул. „Леге“ 8, точно до Президентството на Република България.
Комеди Клубът е място за алтернативна и иновативна стендъп комедия.
Веднага след отварянето му Иван Кирков зеапочва да търси нови таланти, които да развива в програмата на клуба. Подписва договори с артисти (първоначално като любители, а по-късно като професионални комедианти и резиденти на Комеди Клуб София) като– Николаос Цитиридис, Александър Деянски, Филип, Николай Банков, Петя Кюпова и други.
На сцената на Комеди Клуб София са излизали имена като Луи Си Кей, Стивън К. Амос (Великобритания), Крейг Хил (Великобритания), Марина Орсаг (Хърватия), Никола Силич (Сърбия), Даниел Слос (Великобритания, през 2017 и 2018 година) и всички професионални български стендъп комедианти, сред които Иван Кирков, Васил Ножаров, Никола Тодороски, Николаос Цитириридис, Александър Деянски, Филип от Комеди Клуба, Ники Банков, Христо Радоев и други.
Освен резидентите комедианти, на сцената на Комеди Клуб София са представяли стендъп шоута много гостуващи артисти от България и чужбина.
Комеди Клуб София е оновната сцена за изява на професионалните български стендъп комедианти и за търсене на нови таланти в шоуто тип Open Mic (бълг. Отворен Микрофон).
Комеди Клубът, заедно с продуцента и собственик на клуба Иван Кирков, продуцира и рекордните стендъп комедийни шоута за България – Истинска Стендъп Комедия (през април 2017 г.) и Еди Изард На Живо в България с шоуто си Форс Мажор (2017).
През 2019, Комеди Клуб София и Иван Кирков организират шоуто на Луи Си Кей (Louis C.K.). Шоуто се разпродава рекордно бързо за България. Луи Си Кей посещава и Комеди Клуб София, където излиза на сцената заедно с екипа си от подгряващи комедианти.
Малко по-късно същата година, през септември 2019 г., Комеди Клуб София организира шоуто на Джон Клийз – легенда на световната комедия и член на „Монти Пайтън“ (Monty Python). Шоуто се нарича „Вижте ме за последно, преди да съм умрял“ („Last Time to See Me Before I Die“).
Шоута се провеждат всяка седмица – от вторник до събота. Форматът им зависи от типа шоу. На сцената един след друг излизат комици. Всеки има определено време, в което разсмива публиката.

## Комеди Клуб Подкаст
Комеди Клуб Подкаст е популярна Youtube поредица на Комеди Клуба. Стартират го през 2016 година. Днес той има над 800 епизода в няколко категории:
- Комеди Клуб Подкаст, в който комедиантите и резидентите на клуба говорят за живота си.
- Комеди Клуб Новините, в който комедиантите обсъждат случките през седмицата в шеговит тон.
- Комеди Клуб Шоубизнес е подкаст в който комедиантите си говорят за известните личности в страната.
- Комеди Клуб Спорт
- Лесни Пари[1]

## Известни артисти, стартирали в Клуба
- Николаос Цитиридис – телевизионен водещ в БТВ

## Шоута

### Черен хумор
Черният хумор е най-дръзкото направление на комедията, което публиката познава. Представленията на черния хумор дават възможност на комиците да иронизират и да се шегуват непоколебимо с дискриминирани групи, инцест, деца, смърт, световни бедствия и лични драми и въобще всичко забранено. Черният хумор не е политически коректен и е както предпочитан от някои, заради остротата си, така и избягван от други, заради деликатните теми, които засяга.

### Секс хумор
Секс хуморът е шоу, посветено изцяло на смешните и нелепи нагорещени ситуации, както и на вечно повтарящите се стереотипи, например недостъпната жена и вечно гладния за секс мъж. Акцентът е върху интимните взаимоотношения между хората.

### Нърд комедия
Нърд хуморът е шоу, което е предназначено да забавлява предимно по-интелигентната част от публиката. За нърд теми се считат: ИТ сферата, литература, физика, химия, астрономия, гейминг, хакерство, филми и книги от жанровете фентъзи и научна фантаскика, като например „Междузвездни войни“, „Властелинът на пръстените“, „Стар Трек“ и др.; комикси като „Батман“ и „Супермен“ и др. Нърд хуморът е специфично направление в комедията, което изисква артистите да имат богата обща култура в сферата.

### Най-доброто от стендъп комедията
Това комедийно шоу събира най-добрия материал на стендъп артистите в час и половина. Смешките са най-забавните извадки от всички останали шоута на комедиантите.

### Ретроспекция
Шоуто връща истинските фенове назад във времето, като им припомня най-ранните шеги на едни от първите стендъп комедианти в България – Иван Кирков и Васил Ножаров. Целта му е да съхрани началото на стендъпа в България.

### Open Mic
Open Mic вечерите са основополагащи в стендъп жанра. Те дават възможност за изява на скритите таланти. Шоуто има строг регламент – всеки има около пет минути пред микрофона, като модераторът отсява най-добрите и сваля от сцената тези, които не се справят със задачата да забавляват гостите. Накрая публиката решава кой е най-забавният непрофесионален комедиант и той печели наградата и възможност за развитие в стендъпа.

### Импровизационен театър
Още наричан Имров, импровизационният театър е сценично направление, в което артистите на сцената слушат публиката, за да развият сюжета на представлението. В импров актьорите излизат „неподготвени“ или с други думи – нямат си идея накъде ще отиде представлението. Публиката е в постоянен контакт с тях и задава различни насоки на импровизиращите. Това може да са имената и типажите на героите, мястото и времето, в което се намират, темата на разговора им, дори реплики или думи, които да включат в диалога или накратко казано – това, което се случва на сцената, зависи колкото от актьорите, толкова и от публиката.

### Какво искат мъжете
Соло шоу на комедианта Иван Кирков. В него говори за спорт, жени, секс, коли и всички останали типично мъжки теми и разкрава тайните на мъжката психика и как точно работи мозъкът на мъжа.

### За жи...ните с любов
Соло шоу на комедианта Васил Ножаров. В него се иронизира женския пол, говори се за това как жените общуват по между си, как разсъждават и как реагират в определени ситуации.

### Баси ужаса!
Соло шоу на комедианта Никола Тодороски. В него той осмива разликите между народите, говори за родната Македония, за преживяванията си в България като студент и за жените.

### Турнир по камък, ножица, хартия
Състезание, базирано на известната игра на камък, ножица, хартия. Форматът използва голямо количество комедия, за да забавлява участниците и публиката. Турнирът се състои от няколко кръга, а освен водещ и съдия на сцената има и 2 коментатори, които хумористично обсъждат играта и нейните обрати.

## Артисти
Резиденти
- Иван Кирков
- Васил Ножаров
- Никола Тодороски
- Петя Кюпова
- Николаос Цитиридис
- Николай Банков
- Александър Деянски
- Христо Радоев

В клуба освен резидентите – редовните комедианти, участия имат и много други български и чуждестранни артисти.